# Seznam predsednikov FIFE
Seznam predsednikov FIFE.

## Seznam
| Št.  | Predsednik | Predsednik             | Datum rojstva     | Datum smrti      | Začetek mandata  | Konec mandata    | Leta mandata | Država         |
| ---- | ---------- | ---------------------- | ----------------- | ---------------- | ---------------- | ---------------- | ------------ | -------------- |
| 1    |            | Robert Guérin          | 28. junij 1876    | 19. marec 1952   | 22. maj 1904     | 4. junij 1906    | 2            | Francija       |
| 2    |            | Daniel Burley Woolfall | 15. junij, 1852   | 24. oktober 1918 | 4. junij 1906    | 24. oktober 1918 | 12           | Anglija        |
| 3    |            | Jules Rimet            | 14. oktober 1873  | 16. oktober 1956 | 1921             | 1954             | 33           | Francija       |
| 4    |            | Rodolphe Seeldrayers   | 16. december 1876 | 7. oktober 1955  | 1954             | 1955             | 1            | Belgija        |
| 5    |            | Arthur Drewry          | 3. marec 1891     | 25. marec 1961   | 1955             | 1961             | 6            | Anglija        |
| 6    |            | Stanley Rous           | 25. april 1895    | 18. julij 1986   | 1961             | 8. maj 1974      | 13           | Anglija        |
| 7    |            | João Havelange         | 8. maj 1916       |                  | 8. maj 1974      | 8. junij 1998    | 24           | Brazilija      |
| 8    |            | Sepp Blatter           | 10. marec 1936    |                  | 8. junij 1998    | 8. oktober 2015  | 17           | Švica          |
| v.d. |            | Issa Hayatou           | 9. avgust 1946    |                  | 9. oktober 2015  | 26. februar 2016 | 5 mesecev    | Kamerun        |
| 9    |            | Gianni Infantino       | 23. marec 1970    |                  | 26. februar 2016 |                  |              | Švica/ Italija |